# Gabriel Khouri-Sarkis
Gabriel Khouri-Sarkis (* 27. Februar 1898 in Qatana, Syrien; † 20. April 1968 in Vernon, Frankreich) war syrisch-katholischer Priester (Chorbischof) und Liturgiewissenschaftler.
Der Sohn einer syrisch-katholischen Familie, aus der zahlreiche Priester hervorgingen, wurde am 10. Mai 1898 in der Dorfkirche von Qatana getauft und gefirmt. 1908 trat er in das Séminaire Oriental in Beirut ein. Den Studenten beeindruckten und beeinflussten die wissenschaftlichen Aktivitäten seines Patriarchen Ignatius Ephrem II. Rahmani († 1929).
Nach seiner Priesterweihe am 4. Juli 1920 wirkte Khouri-Sarkis zunächst in Aleppo und Kairo, von 1927 bis 1929 als Seelsorger der syrisch-katholischen Kommunität in den USA, von 1931 mit dem Titel eines Chorbischofs bis zu seinem Tod als Vertreter der Syrisch-Katholischen Kirche bei der französischen Regierung und Pfarrer an der Kirche „Saint-Éphrem des Syriens“ in Paris (17, rue des Carmes) sowie als Krankenhausseelsorger an der Clinique Sainte-Marie in Vernon. Dort starb er an den Folgen einer Gallenoperation am 20. April 1968.
Internationale Bedeutung erlangte Khouri-Sarkis als Gründer und Leiter der Zeitschrift L'Orient Syrien, von der 1956–1967 zwölf Bände erschienen, sowie mit seinem Versuch einer Liturgiereform des westsyrischen Ritus der Messfeier nach der „Norm der Väter“.